# Sanctions contre la Biélorussie
Les sanctions contre la Biélorussie sont un ensemble de mesures de sanctions prises par l'Union européenne, des pays européens indépendamment et également les États-Unis contre la Biélorussie, pour s'opposer principalement aux atteintes aux droits de l'homme et au caractère non-démocratique du pouvoir biélorusse.

## Histoire
En 2006, les États-Unis mettent en place des sanctions contre 9 entreprises publiques biélorusse, sanctions qui sont suspendues en 2015. En 2008, l'ambassadeur des États-Unis en Biélorussie est expulsé par la Biélorussie, depuis les ambassadeurs américains ne peuvent se rendre en Biélorussie et l'ambassade est dirigée sur place par un simple directeur.
En mai 2021, la Biélorussie force un avion passant sur son espace aérien, à atterrir prétextant une alerte à la bombe, dans le but d'arrêter et de détenir l'opposant politique Roman Protassevitch et sa compagne. À la suite de cette action, plusieurs pays européens puis l'Union européenne interdisent leur espace aérien à tout avion biélorusse. En parallèle, un certain nombre de projets d'investissement de l'ordre de 3 milliards d'euros financés par l'Union européenne en Biélorussie sont gelés.
En juin 2021, le rétablissement de sanctions décidé par les États-Unis en avril 2021 contre la Biélorussie à la suite de la répression du pouvoir, prend effet en ciblant 9 entreprises publiques. En réaction la Biélorussie décide de réduire la présence diplomatique américaine sur son sol, ainsi que de complexifier la délivrance de visas pour les ressortissants américains.
Le même mois, l'Union européenne annonce une série de sanctions sectorielles économiques ainsi la mise en place de sanctions d'interdictions de circuler dans l'Union européenne et de gels de leurs avoirs placés dans l'Union européenne contre 78 personnalités biélorusses, ainsi que de 7 structures.
En août 2021, les États-Unis annoncent de nouvelles sanctions contre la Biélorussie, suivis par le Canada et le Royaume-Uni. Ainsi le Comité national olympique de la Biélorussie est visé à la suite de la tentative de forcer Krystsina Tsimanouskaya à revenir en Biélorussie. Plusieurs entreprises sont également sujettes à des sanctions comme l'entreprise d'engrais Belaruskali (en) ou la banque Absolutbank (be-tarask).